# Marie McDonald
Pour les articles homonymes, voir MacDonald.
Marie McDonald née le 6 juillet 1923, morte le 21 octobre 1965 est une chanteuse et actrice américaine surnommée « The Body beautiful » puis « The Body ».

## Biographie
Née dans le Kentucky, Marie McDonald fait partie de la troupe des Ziegfeld Follies. Elle s'installe à New York et devient mannequin. Elle débute comme danseuse en 1940 à Broadway dans Earl Carroll's vanities.
Elle part pour Hollywood pour percer dans le music-hall. Elle chante avec l'orchestre de Tommy Dorsey puis en 1941 débute comme figurante au cinéma dans Ève a commencé dans le rôle d'une fille à la cigarette, puis en 1942, dans Deux Nigauds dans une île avec Abbott et Costello. Pendant la guerre sa plastique remarquable la fait accéder au statut de pin-up.
Elle tourne  avec Gene Kelly en 1947 dans Living in a Big Way où elle joue le premier rôle féminin, avec Jerry Lewis en 1958 dans Le Kid en kimono, avec Jayne Mansfield en 1963. En 1965 on la retrouve morte chez elle en Californie à la suite d'une surdose.

## Fait divers
L'actrice défraya la chronique plusieurs fois notamment en 1954 où sous l'emprise de l'alcool et de la drogue au volant de sa voiture elle dégrade plusieurs voitures dans un parking.
En 1957 elle prétend avoir été enlevée par un Noir et un Mexicain qui l'auraient séquestrée, droguée et violée. Le FBI et la presse américaine ont évoqué à ce sujet la mystification d'une actrice en fin de carrière et en mal de notoriété.

## Vie privée
Marie McDonald se maria sept fois entre 1940 et 1963 notamment, dans les années 1950, avec Harry Karl surnommé le Roi de la chaussure. Elle fréquenta pendant quelque temps le gangster Bugsy Siegel.

## Filmographie partielle
- 1942 : Jordan le révolté (Lucky Jordan) de Frank Tuttle
- 1943 : A Scream in the Dark de George Sherman
- 1947 : Living in a Big Way  de Gregory La Cava
- 1958 : Le Kid en kimono  de Frank Tashlin